# Druckhaus Aufwärts
Die Druckhaus Aufwärts GmbH war eine Druckerei mit Verlag in Leipzig.

## Geschichte

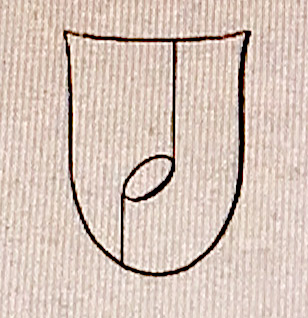
Das Noten-Logo der Peter-Presse

Die Druckerei Druckhaus Aufwärts entstand aus der Peter-Presse in Leipzig.
In der Nachkriegszeit baute der Setzer und Drucker Christoph Kreickenbaum die Druckerei Peter-Presse in der Breitkopfstraße 3–5 wieder auf. Das Gebäude war nach einem Bombenangriff stark beschädigt und befand sich im Graphischen Viertel von Leipzig. Im ehemaligen Zentrum von Deutschlands Verlags- und Druckindustrie waren viele renommierte Unternehmen wie Brockhaus und Reclam angesiedelt. Druckereien wie Giesecke & Devrient, Offizin Andersen Nexö, Druckerei Emil Glausch und die Peter-Presse nutzten die örtliche Nähe zu den großen Verlagen (Edition Peters usw.).
Bis zu seiner Enteignung im Jahr 1953 war die vollständige Firmierung des Betriebs Druckhaus Ferdinand Peter Nachf. Nach der Enteignung pachtete der Unternehmer 1956 die Kunstanstalt Rudoph Börsig und übernahm sie 1959 als Peter-Presse Christoph Kreickenbaum KG Darmstadt. Er war mit vielen schönen Büchern im Westen bis zu seinem Tode sehr erfolgreich. Die Peter-Presse wurde unterdessen als Volkseigener Betrieb der DDR weiterbetrieben. So wurde der VEB Peter-Presse im Jahr 1955 im Tausch gegen das MdV Druckhaus (Michael-Kirch-Straße, Berlin) der LDPD zugeschlagen und in den VOB Aufwärts integriert. Der Name VEB Peter-Presse wurde durch VOB Druckhaus Aufwärts ersetzt. Die Druckerei Emil Glausch in der nahegelegenen Kohlgartenstraße 24 A wurde dem VOB Druckhaus Aufwärts angegliedert. Dort wurde die Weiterverarbeitung, der in der Breitkopfstraße hergestellten Drucksachen, durchgeführt.
Wie beispielsweise die Zeitungs- und Buchverlage Der Morgen gehörte auch das Druckhaus Aufwärts mit weiteren Zweigbetrieben (Demo-Druck Dresden, Druckerei Elbe-Saale in Naumburg, Vereinsbuchdruckerei Wagner) dem VOB Aufwärts in Berlin an. Der 1951 gegründete VOB Aufwärts befand sich wiederum im Besitz der LDPD. VOB Aufwärts wurde nach der Wende 1990 in Vercon GmbH umfirmiert und aus dem VEB Druckhaus Aufwärts wurde die Druckhaus Aufwärts GmbH. Die Berliner Vercon GmbH verwaltete die Blockpartei-Betriebe von LDPD und NDPD Anfang der 1990er Jahre weiter. Unterdessen bearbeitete das Direktorat Sondervermögen der Treuhandanstalt zu dieser Zeit den Restitutionsantrag zur Rückübertragung des Druckhaus Aufwärts an die ehemalige Inhaberfamilie. Die Rückübertragung des Betriebs an die Erben des ehemaligen Firmeninhabers fand allerdings nicht statt. Stattdessen wurde der Betrieb im September 1992 geschlossen, nachdem sich die Firma lange im Schwebezustand der Rückübertragung befand. Maßgeblich für den langen Schwebezustand waren die Begehrlichkeiten der FDP, das Parteivermögen der DDR-Blockparteien (LDPD, NDPD), zu denen das Druckhaus Aufwärts gehörte, vollständig zu übernehmen. Als die ehemalige Inhaberfamilie die Übernahme der Geschäftsführung gerichtlich erzwingen wollte, wurde der Betrieb über Nacht geschlossen, Anlagen und Maschinen an andere Vercon-Druckereien gegeben und 1993 die Liquidation der Druckhaus Aufwärts GmbH abgeschlossen. Der liberale Politiker Günter Rexrodt war zu dieser Zeit Leiter der Treuhandanstalt in Berlin. Der Interessenskonflikt zwischen Parteivermögen der von der FDP übernommenen Blockparteien auf der einen Seite und den Zielen der Öffentlichkeit, vertreten durch die Treuhandanstalt, auf der anderen Seite, wurde damals in den Medien und in der UKPV diskutiert.

## Erzeugnisse und Kunden
Im Druckhaus Aufwärts wurden wie schon früher nach dem Zweiten Weltkrieg in der Peter-Presse hauptsächlich Bücher aber auch Akzidenzen und Noten gefertigt. Zu den wesentlichen Verlags-Auftraggebern der Peter-Presse Anfang der 1950er Jahre gehörte die Messegesellschaft Leipzig.

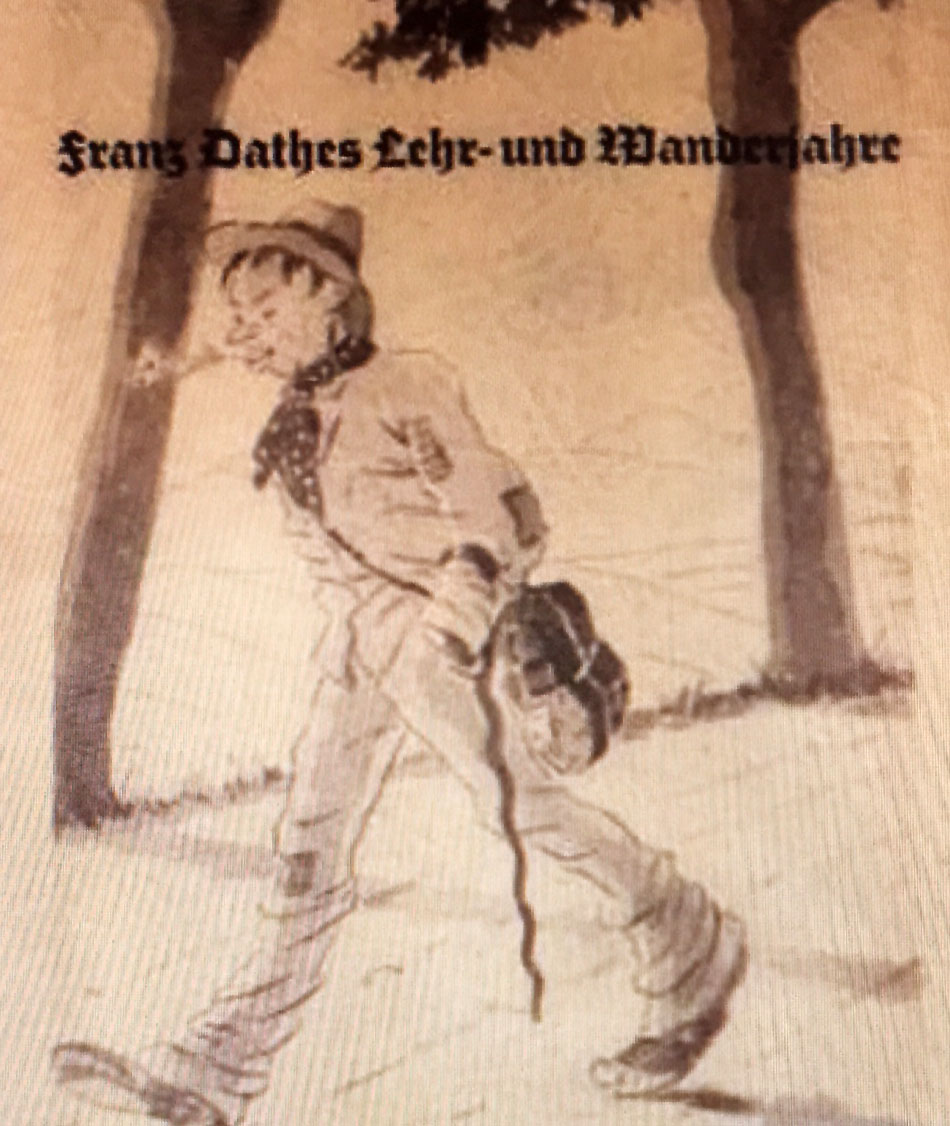

Neben Auftragsdruckerzeugnissen erschien im eigenen Verlag unterschiedliche Werke wie z. B.:
- Gute Drucke tragen die Note der Peter-Presse zu Leipzig. Peter-Presse, Leipzig 1947.[9]
- Lehr- und Wanderjahre. Franz Dathe, Leipzig 1948.[10]
- Leipziger Messe 1948. Leipziger Messeamt (Hrsg.), Peter-Presse, Leipzig 1948.
- Kulturspiegel der Messestadt Leipzig für die Zeit vom 8.12.54 bis 8.1.55. Peter-Presse, Leipzig 1954.[11]
- W.A. Mozart Allerliebste Allerbeste Briefe an seine Frau. W.A. Mozart und Prof. Roland Tenschert, Peter Presse, Darmstadt 1956
- Zeugnis. Otto Freiherr von Taube, Peter-Presse, Darmstadt 1960.
- In kalter Wintersnacht. Text von Robert Southwell, übertr. von Herberth E. Herlitschka, Peter-Presse, Darmstadt, 1961.
- Westafrikanische Impressionen. Helmut Lander und Janheinz Jahn, Peter-Presse, 1962.
- Sinn und Zeichen – Kalligraphien japanischer Meister der Gegenwart. Helmut Lortz, Peter-Presse, 1962.
- Corrida de Toros. Fotos und Zeichnungen von Helmut Lander Text und Übersetzungen von Karl Krolow, Peter-Presse, Darmstadt 1964.
- Träume. Verschiedene Autoren, Peter-Presse, Darmstadt 1967.
- Im Abendrot (Eichendorff). Faksimiledruck, Peter-Presse, Darmstadt 1967.
- Gaulimauli Stachelschwein oder Die Kunst des Kettengesangs. Karl Friedrich Leucht, Peter-Presse, Darmstadt 1968.
- Die Insel der Ordnung. K.H. Silomon, Peter-Presse, Darmstadt 1969.[12]
- C.R. MACKINTOSH. Dietrich Grafe, Peter-Presse, Darmstadt 1969.
- Welche Auffassung der lebenden Natur ist die richtige? Karl Ernst von Baer, Peter-Presse, Darmstadt 1970.
- Deutung eines Gedichts von Stéphane Mallarmé. Walter Naumann, Peter-Presse, Darmstadt 1971.
- Aquarelle und Zeichnungen. Eine Auswahl. Mit biographischer Einführung v. H.-J. Imiela. Bruno Müller-Linow, Peter-Presse, Darmstadt 1972.

Während der DDR-Zeit zählten hauptsächlich die LDPD bzw. LDPD-Betriebe zu den Auftraggebern. Für den LDPD-Buchverlag Der Morgen wurden z. B. Werke des Leipziger Schriftstellers Stefan Heym hergestellt.
Die vom ehemaligen Inhaber geknüpfte Geschäftsbeziehung zur Leipziger Messegesellschaft wurde weitergeführt. So wurde beispielsweise jährlich das Messefernsprechbuch produziert.
Mit dem Ende vieler DDR-Verlagskunden am Anfang der 1990er Jahre, musste sich das Druck- und Verlagshaus neu orientieren. Aufgrund der Führungsstruktur (Verwaltung in Berlin / Technische Leitung im Betrieb) war dies nicht leicht. Aber auch die Inhabersituation war problematisch: 1992 verhandelte der Stuttgarter Sparkassenverlag über regelmäßige Aufträge für das Druckhaus Aufwärts in Leipzig. Da die Rückübertragung vom Parteivermögen zur früheren Inhaberfamilie jedoch nicht schnell genug gelang, scheiterte die Kooperation mit dem Verlag aus Stuttgart.

## Belegschaft
Die Belegschaft in Leipzig ging zum Ende der DDR in die Druckhaus Aufwärts GmbH über.
| Jahr | Anzahl Mitarbeiter |
| ---- | ------------------ |
| 1989 | 230                |
| 1990 | 95                 |
| 1991 | 62                 |
| 1992 | 17                 |

Der Sozialplan hatte eine Gesamtsumme von 217.000 DM.
Die Technische Leitung des Druckerei-Betriebs hatte bis zu ihrer Schließung im Jahr 1992 Hr. K. Weigend inne. Er war als Geschäftsführer der GmbH tätig.

## Bilanzsummen
| Datum      | Summe           |
| ---------- | --------------- |
| 31.12.1989 | 18.450.000 Mark |
| 01.07.1990 | 7.148.000 DM    |
| 31.12.1990 | 6.359.000 DM    |
| 31.12.1991 | 2.749.000 DM    |
| 31.12.1992 | 3.477.000 DM    |
| 31.12.1993 | 3.261.000 DM    |
| 31.12.1994 | 3.291.000 DM    |

## Anlagenpark
In der Druckvorstufe wurde moderne West-Technologie eingesetzt. So wurden Satzsysteme von High-End Hersteller Linotype bzw. Linotype-Hell eingesetzt. In der Druckerei wurden hauptsächlich Bogenoffset-Maschinen aus DDR-Fertigung (Kombinat Polygraph Werner Lamberz) eingesetzt. Die Planeta-Druckmaschinen waren auf einem guten Niveau, und den Westdeutschen Anlagen von Heidelberg und Manroland nahezu ebenbürtig. In der Druckweiterverarbeitung wurden Anlagen zum Fadenheften, Fadensiegeln und Klebebinden aus DDR-Buchbindereimaschinenwerken eingesetzt.
Die Druckhaus Aufwärts GmbH verfügte neben den Fertigungsanlagen auch über eigene Transportfahrzeuge des Herstellers IFA.